# 420 Bertholda
A 420 Bertholda (ideiglenes jelöléssel 1896 CY) egy kisbolygó a Naprendszerben. Maximilian Franz Joseph Cornelius Wolf fedezte fel 1896. szeptember 7-én.